# Мао Дунь
Ма́о Дунь (кит. упр. 茅盾, пиньинь Máo Dùn), настоящее имя — Шэнь Яньби́н (кит. упр. 沈雁冰, пиньинь Shěn Yànbīng, 4 июля 1896 — 27 марта 1981) — китайский писатель и общественный деятель. В 1953—1981 годах — председатель Союза китайских писателей. С 1949 по 1964 год — министр культуры КНР и заместитель председателя Всекитайской ассоциации работников литературы и искусства. С 1949 по 1981 г.  занимал пост председателя Союза китайских писателей

## Биография
Родился в 1896 году в посёлке Учжэнь уезда Тунсян Цзясинской управы провинции Чжэцзян.
Учился на подготовительном отделении Пекинского университета, с 1916 года работал в издательстве в Шанхае. В 1920—1922 годах возглавлял журнал «Сяошо юэбао», был одним из основателей Общества изучения литературы в 1921 году. Под влиянием Октябрьской революции в России принял участие в Движении 4 мая. В 1920 году вступил в коммунистический кружок в Шанхае и участвовал в создании КПК в 1921 году. До 1927 выступал как публицист, литературовед, критик и переводчик (переводил на китайский западноевропейскую и русскую литературу). Принимал участие в северном походе сил Гоминьдана, пока Чан Кайши не порвал с коммунистами, и Мао Дуню пришлось искать убежища в Японии. Вернувшись на родину в 1930 году, он вступил в Лигу левых писателей Китая.
В 1940 году вынужден эмигрировать в Гонконг. Затем активно участвовал в сопротивлении японской агрессии, а после победы КПК в гражданской войне в 1949 году был секретарём и министром культуры Мао Цзэдуна до 1964 года. Подвергался гонениям в период культурной революции.

## Творческая деятельность
Первое художественное произведение Мао Дуня — трилогия «Затмение» (1927—1928), созданная под влиянием временного поражения революции. Большинство героев трилогии — мятущиеся молодые интеллигенты, которые быстро разочаровываются в революции, лишь немногие продолжают борьбу.
Роман «Перед рассветом» (1933) стал первым образцом социальной эпопеи в новейшей китайской литературе. В нём отражены широкая картина жизни кит. города и отчасти деревни в нач. 1930-х, экономич. и политич. кризис, забастовки и крестьянские выступления. В центре романа — шанхайский капиталист У Суньфу, смелый, энергичный, безжалостный, он ведет отчаянную борьбу с компрадорским капиталом, одновременно подавляя движение рабочих на своих предприятиях.
В 1941 в Гонконге выпустил роман «Распад», написанный в форме дневника молодой женщины, ставшей сотрудницей гоминьдановской тайной полиции.
После образования КНР публиковал многочисленные статьи, доклады, частично собранные в книгах «Ночные заметки» (1958), «Воодушевление» (1959), и др. После длительного молчания, вызванного «культурной революцией», опубликовал 3 тома воспоминаний «Путь, мною пройденный» (1981).
Автор книг «Изучение персонажей» (1925), «Китайская мифология» (1925), «Введение в изучение прозы» (1928) и ряда других, в том числе двух книг, написанных после поездки в СССР (1946—1947) — «Виденное и слышанное в СССР» (1948) и «Беседы о Советском Союзе» (1949). Определял свой метод как «натурализм». К натуралистам причислял Л. Н. Толстого и А. П. Чехова. Ввёл в китайскую литературу «поток сознания» (роман «Распад») Пропагандировал творчество Эрнеста Хемингуэя, Томаса Манна, болгарского классика Ивана Вазова.

## Экранизации
- Весенние шелкопряды (1933)
- Лавка господина Линя (1959)
- Полночь (1981)[8]

## Переводы на русский
- Мао Дунь. Колебания: Роман / Пер. С. Сина; Под ред. Б. А. Васильева, В. Г. Рудмана; предисл. Б. А. Васильева. М., 1935.
- Мао Дунь. Перед рассветом: Роман / Пер. Хо Фу, В. Рудмана. Л., 1937.
- Мао Дунь. Лавка Линя: Рассказы / Пер. В. Г. Рудмана. М., 1955.
- Мао Дунь. Избранное: Роман, рассказы. — Вступ. стат. Н. Федоренко. — М.: Худож. лит., 1990. — 30 000 экз.
- Мао Дунь. Сочинения: в 3 т.: пер. с кит./ сост., вступ. ст. и общ. ред. Н. Т. Федоренко. — М.: Гослитиздат, 1956 .— 90 000 экз.[Т.1: Колебания; Радуга: романы. Т.2: Перед рассветом: роман. Т.3: Весенние шелкопряды; Осенний урожай; Лавка Линя; Господин Чжао не понимает; Легкое волнение; Летней ночью; Сын пошел на митинг; Лена и Цзиди; Комедия; Один день: Рассказы; Их было трое: повесть.
- Распад: Роман / Пер. С. Иванько; Предисл. В. Сорокина. М., 1968.
- Мао Дунь. Избранное: Пер. с кит./ Вступ. ст. В. Сорокина. — Л.: Худож. лит., 1990—541 с. — (Библиотека китайской литературы). [Содерж.: Распад: Роман; Колебания: Повесть; Путь мною пройденный: Фрагм. автобиогр. повести; Рассказы: Лавка Линя; В дни войны; Весенние шелкопряды; «Настоящий китаец»; За водорослями.] — ISBN 5280009431

## Память
- Литературная премия Мао Дуня
- Дом-музей Мао Дуня в Пекине
- Дом-музей Мао Дуня в Учжэне